# Новомарьевка (Харьковская область)
Новомарьевка (укр. Новомар'ївка), село,
Софиевский сельский совет,
Близнюковский район,
Харьковская область, Украина.
Код КОАТУУ — 6320686305. Население по переписи 2001 г. составляет 76 (33/43 м/ж) человек.

## Географическое положение
Село Новомарьевка находится на левом берегу реки Большая Терновка, есть мост. На противоположном берегу расположены сёла Софиевка Первая, Новосёловка, Рудаево.
Примыкает к селу Марьевка. Недалеко проходит железнодорожная ветка Лозовая — Близнюки — Барвенково, до станций Платформа 934 км и Рудаево — примерно 5 км.

## История
- 1775 — дата основания.

## Экономика
- В селе есть молочно-товарная ферма.